# Karl-Heinz Jantzen
Karl-Heinz Jantzen (* 18. September 1921 in Hamburg; † 2. Januar 2007 in Bremen) war ein Politiker der SPD und Bremer Senator.

## Biografie

### Ausbildung und Beruf
Jantzen absolvierte von 1936 bis 1939 eine Lehre als Werkzeugmacher, war dann Geselle und Lehrlingsausbilder. Im Zweiten Weltkrieg war er von 1943 bis 1945 Soldat und bis 1948 in Kriegsgefangenschaft. Von 1948 bis 1956 arbeitete er als Werkzeugmacher. Er war 1956/1957 Sekretär der IG Metall in Frankfurt am Main und von 1960 bis 1968 Erster Bevollmächtigter in der Verwaltungsstelle Bremen dieser Gewerkschaft.

### Politik
Jantzen beantragte am 4. November 1941 die Aufnahme in die NSDAP und wurde zum 1. Januar 1942 aufgenommen (Mitgliedsnummer 8.772.044).
1950 trat in die SPD ein und übernahm verschiedene Funktionen im Ortsverein und im Unterbezirk.
Von 1963 bis 1968 war er Abgeordneter in der Bremischen Bürgerschaft. Er gehörte von 1968 bis 1978 wechselnden Senaten unter Hans Koschnick (SPD) an. Vom 16. Oktober  1968 bis 1971 war er Senator für Arbeit und Gesundheit, als Nachfolger des verstorbenen Karl Weßling (SPD). Von 1971 bis 1975 war er als Nachfolger von Senator Oskar Schulz (SPD) Senator für Wirtschaft, Arbeit und Außenhandel im Senat Koschnick II. Schließlich war er von 1975 bis zum 4. September 1978 Finanzsenator; ihm folgte Senator Henning Scherf (SPD) in diesem Amt.
Nach seinem Ausscheiden aus der aktiven Politik war Jantzen seit 1981 Vorsitzender des Weserbundes.
Er wurde auf dem Osterholzer Friedhof in Bremen beigesetzt.